# ボブ・サップ

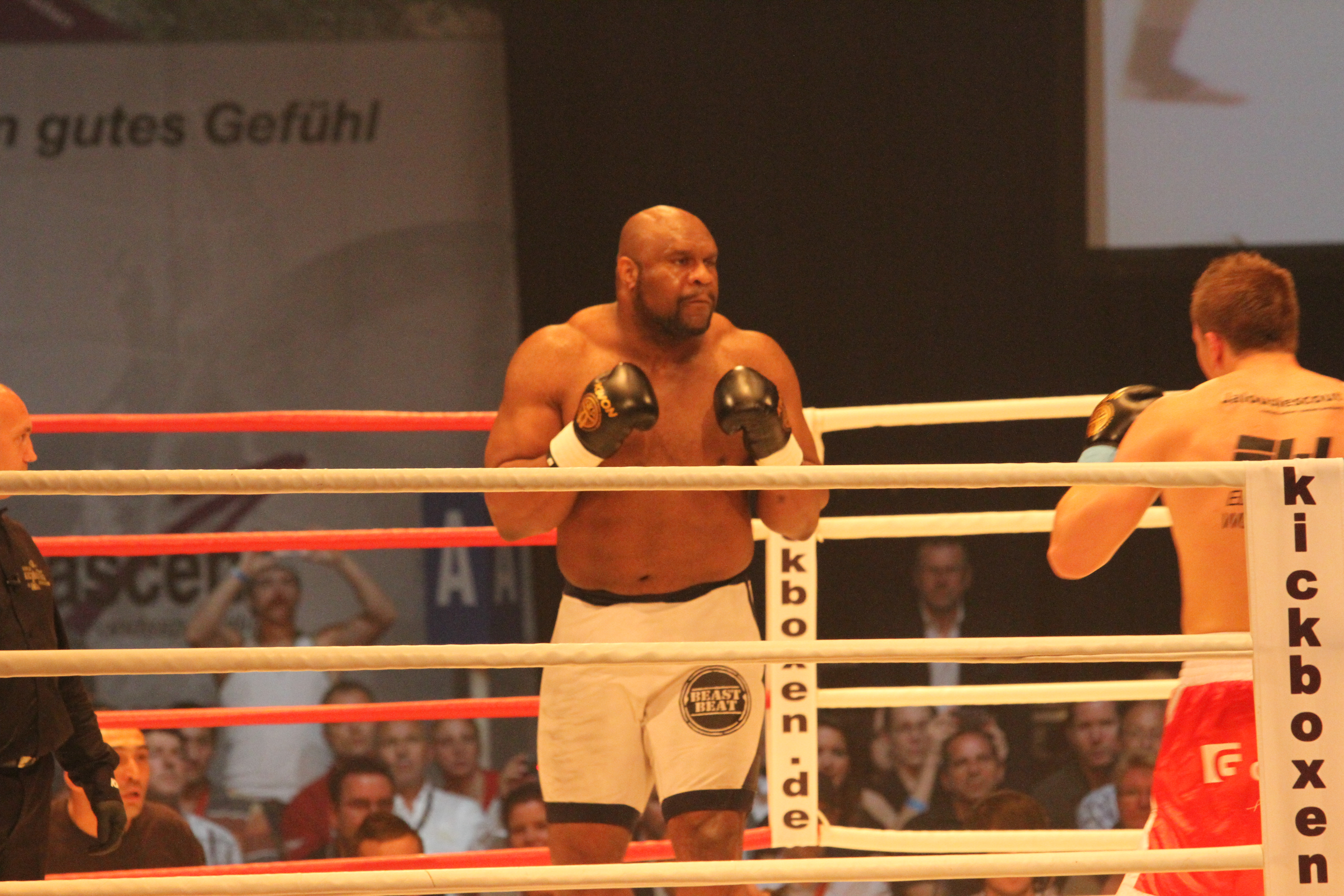
試合中のサップ

ボブ・サップ（Bob Sapp、1973年9月22日 - ）は、アメリカ合衆国コロラド州コロラドスプリングス出身のキックボクサー、プロレスラー、総合格闘家、タレント、俳優、元アメリカンフットボール選手。K-1 WORLD GP 2005 IN HIROSHIMA JAPAN GP優勝。第37代IWGP ヘビー級王者。WWA世界ヘビー級王者。
本名はロバート・マルコム・サップ（Robert Malcolm Sapp）。2005年にはマーベル・コミックの『エレクトラ』に出演しハリウッドデビューを果たす。

## 来歴
教育熱心で厳格な家庭で育った。特に両親の離婚後母の教育熱がエスカレートし、テレビは教育テレビのみ視聴することを許されていたとインタビューで語った。
少年時から様々なスポーツに取り組み、高校時で既に体重115kgという大柄だった。ワシントン州シアトルにあるワシントン大学にアメリカンフットボールの特待生として入学し、学業では社会学と薬学を専攻。カレッジフットボールではオフェンスラインとして活躍し、1997年1月のシニアボウルにメンバーにも選ばれた。
一部報道によると、不仲の両親、育児放棄の母親のもとで育ったといい、14歳の時に年齢を偽り警備業に就いたとある。
1997年、NFLのシカゴ・ベアーズにドラフト3巡（全体69位）指名されて入団したが、シーズン開幕前に禁止薬物使用によりベアーズから解雇された。その後度重なる故障に見舞われ、その後ミネソタ・バイキングス、ボルチモア・レイブンズ、オークランド・レイダースに所属した。
2000年、両足のアキレス腱を痛め、負傷前の実力を取り戻すに至らなかったため、現役続行を断念。プロレスラーに転向し、アメリカ合衆国のプロレス団体であるWCWに入団して、団体の養成所である「パワープラント」に一時期所属していたがWCWが倒産したため数試合の（前座）出場のみにとどまった。後、病院に遺体搬出の仕事に就き収入を得る。NFL時代のパワーリフトMAXは、ベンチプレス266kg、インクラインベンチ363kg、パワークリーン191kgと公表している。
2002年、同じく元WCWの選手で友人のサム・グレコの紹介でK-1にスカウトされ、格闘家としてPRIDE、K-1に参戦。K-1とは何をするか決まっていないまま契約したため、最初は石井和義のボディーガードをやるという話もあったという。契約内容は、1年間で契約金とファイトマネー込みで10万ドル（約950万円）という、後の活躍からは考えられないほどの内容であった。試合ではフットボールの経験を生かした肉弾的な戦いを得意とし、自らをビーストと呼ぶことから、「野獣」「ビースト」といったキャッチコピー（PRIDEにデビューした当初は「暗黒肉弾魔人」）を得た。格闘家として活躍時の体脂肪率は11 - 13%程度で、筋力維持のため毎日400g程度のプロテインパウダーを摂取しトレーニングに励んでいた。来日当初は異国の勝手がわからず、その巨体を小さくして萎縮していたが、活動初期には手にした生肉を貪り食うなど食人を意識したギミック（役付け）で登場。
4月28日、PRIDE.20で日本デビュー。山本憲尚（現山本宜久）を1R2分44秒で下した。
6月2日、K-1 SURVIVAL 2002で中迫剛と対戦、K-1ルールを無視して中迫を投げ飛ばし上から殴るなど暴走し反則負け。乱闘騒ぎになる大荒れの試合となった。試合後、石井和義館長は「このままでは収まらない。2人にはきっちり決着をつけさせる」と明言した。
6月23日、PRIDE.21で田村潔司と対戦、開始11秒でTKO勝利。
8月28日、Dynamite!にてアントニオ・ホドリゴ・ノゲイラに2ラウンド4分02秒で一本負けを喫するも、ノゲイラのフィニッシュ・ホールドである三角絞めを、持ち上げてリングに叩きつけて阻止するなど、その怪力ぶりを発揮。一般にこれが彼の本格的なブレイクとされる。
9月22日、K-1 ANDY SPIRITSでシリル・アビディと対戦し、KO勝ち。
10月5日、K-1 WORLD GP 2002 開幕戦にてアーネスト・ホーストと対戦、パンチと圧力で攻め1R終了時にドクターストップによりTKO勝ち。K-1を3度制したホーストに勝利したことで知名度は急上昇する。
10月14日、新日本プロレス東京ドーム大会に出場し、中西学と対戦。久々のプロレスルール、アメリカ時代では経験できなかったビッグマッチでのメジャーカードという不利を全て規格外のパワーで吹き飛ばし、当時の団体でも屈指のパワーファイターであった中西をパワーボムやドロップキックで圧倒し、リングアウト勝ち。ファンに強烈な印象を残すと共に、プロレスへの適用力の高さも見せつけた。
11月17日に、サップをエースとするK-1によるプロレスイベント「ファンタジーファイトWRESTLE-1」が旗揚げ。フジテレビは「ボブ・サップのバトル・エンターテイメント W-1」というサップの冠番組としてゴールデンタイムに録画中継した。グレート・ムタと対戦し、毒霧やシャイニング・ウィザードを喰らう場面もありながら、最後はドロップキックからのダイビング・ヘッドバットでピンフォール勝ちを収めた。
12月7日、K-1 WORLD GP 2002 決勝戦のGP準々決勝にて、出場辞退者が出た関係上、アーネスト・ホーストと再戦し、2R2分53秒でKO勝ち。だが、右拳を骨折しGP準決勝を棄権した。大会規定により、敗者であったホーストが準決勝に進出。王者になったのはサップに2度負けたホーストであった。
12月31日、INOKI BOM-BA-YE 2002ではプロレスラーの高山善廣相手に打撃では勝負をせずにタックルで倒し、腕ひしぎ十字固めで一本勝ちを収めた。この頃から格闘技ファンに認められ、知性派であることがメディアに紹介されるにつれ、野太い声で「ハッハッハッハッハッ」と笑う姿や流暢な日本語を交えながらおどけるそのギャップから親しみやすいキャラクターとして話題を呼び、日本の数多くの番組やテレビCMに多く出演することとなる。
2003年、3月5日、フジテレビのバラエティ番組「力あわせてゴーゴゴー!!」内の企画で、シングル「SAPP Time!」をリリースした。オリコン週間チャートは最高28位。
3月30日、K-1 WORLD GP 2003 in さいたまでミルコ・クロコップと対戦し、フットワークでいなされ左ストレートでKO負け。試合後、右眼窩内側壁骨折および右眼窩壁骨折と診断された。
8月15日、K-1 WORLD GP 2003 in ラスベガスでキモと対戦、2R1分11秒右フックでKO勝ち。試合終了後、マイク・タイソンを挑発した。
10月11日、K-1 WORLD GP 2003 開幕戦にてレミー・ボンヤスキーと対戦、2Rに倒れたレミーを殴ってしまい反則負け。
12月31日、K-1 PREMIUM 2003 Dynamite!!にて曙太郎と対戦、1R2分58秒でKO勝ち。そのシーンは瞬間最高視聴率で民放がNHK紅白歌合戦を史上初めて上回り、大きな話題となった。
2004年、3月28日、新日本プロレスにて佐々木健介と対戦、8分24秒体固めで勝利し、第37代IWGPヘビー級王座につく。
5月3日、新日本プロレスにて中邑真輔と対戦、12分31秒体固めで勝利し、IWGPヘビー級王座の初防衛に成功する。
5月22日のK-1 ROMANEXで藤田和之と対戦、序盤でテイクダウンをとられ、一方的に藤田の打撃を浴びタップアウトで敗北。試合後、保持していたIWGPヘビー級王座を返上。
12月31日、K-1 PREMIUM 2004 Dynamite!!においてジェロム・レ・バンナと、1Rと3RはK-1ルール、2Rと4Rは総合格闘技ルールで行うミックスルールで対戦し、時間切れ引き分け。
2005年、3月26日、HERO'Sで、キム・ミンスに右ストレートでKO勝利。5月からサム・グレコの下で修行し、6月14日のK-1 WORLD GP 2005 IN HIROSHIMAで開催されたJAPAN GPに出場。中尾芳広、堀啓、富平辰文を破り優勝。
7月6日、HERO'Sで、アラン・カラエフに左ストレートでKO勝利を収めた。11月5日には「HERO'S 2005 in SEOUL」においてキム・ジョンワンに、8秒でKO勝ち。
8月4日、プロレスにも参戦し「WRESTLE-1 GP 2005 開幕戦」においてジャイアント・バーナードと対戦し、5分30秒、横入りエビ固めで勝利。
10月2日、「WRESTLE-1 GP 2005 2回戦」において秋山準と対戦し、7分21秒、ビーストボムからのエビ固めで勝利。
2006年、5月13日、K-1 WORLD GP 2006 IN AMSTERDAMにおいて、アーネスト・ホーストの国内引退試合の相手を務めるはずであったが、契約問題のこじれから試合直前になって試合をボイコット。この件でサップは弁護士を介しての声明文や外国人記者クラブで会見を行うなどし、一方、FEG社長谷川貞治もサップへ法的措置をとると会見するなどして、両者で争うことになった。『サンデー毎日』2006年12月31日号では、映画に出演すると共に、獣医を目指して勉強中と報じられた。10月15日にはWWEのトライアウトを受けていた。
2007年、2月10日、Cage Rage 20のリングに上がり、4月21日のCage Rage 21への参戦を表明したが、開催直前になって出場がキャンセルされた。
6月、サップを契約違反として民事裁判の提訴をしたK-1と和解、6月23日のK-1 WORLD GP 2007 IN AMSTERDAMでピーター・アーツと対戦。試合は、開始早々突進しみぞおちへの左膝蹴りを受けダウン、そのまま立ち上がらず26秒でKO負けを喫した。その姿に観客からは大ブーイングとともにリングに物が投げ入れられた。試合後の会見で谷川貞治K-1イベントプロデューサーは裏切られたと不快感を露わにした。なお、この試合前に発表されたサップの体重は180kgと、1年前に比べ20 - 30kg重く体が緩んでいた。各メディアで練習不足による肥満が指摘された。
10月16日、ハッスルの会場に姿を現し、モンスター・ボノの「バブー」をパロって「ボブー」と言った。11月22日、ハッスルマニア2007でHGに勝利。
12月31日、K-1 PREMIUM 2007 Dynamite!!でボビー・オロゴンと対戦、マウントパンチでKO勝ち。
2008年、2月23日、米国での総合格闘技デビュー戦となるStrikeforce: At The Domeでヤン・"ザ・ジャイアント"・ノルキヤと対戦し、パンチを連打されTKO負け。Strikeforceとは15試合の長期契約を締結したと報道された。
12月31日、Dynamite!! 〜勇気のチカラ2008〜のDJ OZMAプロデュース試合でキン肉万太郎と対戦し、スタンドパンチ連打でTKO勝ちを収めた。
2009年、1月、プロ野球北海道日本ハムファイターズの坪井智哉と東京都内のジムで自主トレーニング（格闘技トレーニング）を行った。
5月26日、DREAM.9のスーパーハルクトーナメント1回戦でミノワマンと対戦し、アキレス腱固めで一本負け。
6月27日、Ultimate Chaosでボビー・ラシュリーと対戦し、パウンドチで1ラウンド3分17秒、タップアウト負け。闘争心を見せない試合ぶりに観客からブーイングを浴びる。
10月6日、ゲガール・ムサシの負傷欠場により敗者復活となり、DREAM.11のスーパーハルクトーナメント準決勝でソクジュと対戦し、パウンドでTKO負け。
2010年、格闘家として第一線を退き、韓国でトークショーの司会や、会社の経営に乗り出していると明言。
11月27日、スウェーデンのRumble of the Kingsのメインでユルゲン・クルトとK-1ルールで対戦し、ひざ蹴り一発で戦意を喪失して、タオル投入による1ラウンド98秒のTKO負け。
12月31日、Dynamite!! 〜勇気のチカラ2010〜で鈴川真一とIGF特別ルールで対戦する予定だったが、試合放棄したため、「サップの戦意喪失」として不戦敗扱いとなった。試合放棄の理由の詳細は、#人物・エピソードの2010年Dynamite!!試合放棄およびFEGのファイトマネー未払い問題を参照。
東日本大震災後の2011年8月にはチャリティーオークション参加や避難所へ訪問している。
2013年、1月4日、新日本プロレスの矢野通からラブコールを受ける形でCHAOSのサポートメンバーとして、久々にプロレスに参戦。試合はタッグメンバーの飯塚高史が対戦組の中西学のアルゼンチンバックブリーカーによるギブアップで敗れるものの、試合後のバックステージでのコメントで新日本プロレスに再参戦する意思を見せている。この日の試合の対戦組メンバーにかつて2003年12月31日のK-1で対戦した曙がいた。
3月、著書『野獣の怒り』で、谷川貞治の放漫なマネジメントを批判。また自身はドン・フライほか引退したファイターへの支援活動を開始しており、40歳で引退すると表明した。
9月には、武藤敬司の設立したプロレス団体「WRESTLE-1」の旗揚げ戦に参加、メインイベントで武藤とタッグチームを組んで、ゾディアック&レネ・デュプリと対戦し、勝利した。
2015年、12月31日、RIZIN FIGHTING WORLD GRAND-PRIX 2015 さいたま3DAYSで曙と再戦し、判定勝ち。
2017年、12月21日発売の『週刊文春』で、2011年春から2017年1月の約6年間に渡って内縁の妻に対して暴行を加え続けたと報道された。同報道によると女性は鼓膜破裂、肋骨骨折、鼻骨骨折などの重傷を負ったとされており、暴力を恐れて女性が子供を連れて日本に帰国した後も7000通のメールが女性の元に送られるなど、サップによるストーカー行為が行われていたという。このような暴行が行われた背景には、鎮痛剤、筋肉増強剤、興奮剤などの薬物使用が影響していると見られる。誌上には暴行を加えられた痕跡のある女性の写真など、証拠も掲載されている。この報道に際して、NFLはステロイド使用によって追放されたとする説も伝えられた。
2018年、9月30日、RIZIN.13にてMMAデビュー戦の大砂嵐と3R3R特別MMAルールで対戦。1R打撃で押されるも持ちこたえ、2R、3Rに優勢に立ち判定勝ち。8年ぶりのMMAルールでの勝利となった。
2021年1月の一部報道によると、グアテマラでプロレス関連のビジネスを行い、現地に自宅を構えて悠々自適に生活しているという。
2023年11月にボディビル挑戦を表明。2024年4月7日、ミスター・オリンピアや、IFBBプロカードを得られる大会への出場権が得られるボディビル大会「ワールド・モンスター・ジム9」スーパーヘビー級で3位入賞。
2024年5月には『中央日報』により、グアテマラ国籍と日本国籍の女性2人と同時に結婚状態にあると報じられており、その様子が韓国のYouTubeチャンネル「ヘルチャンTV」で伝えられた。なお、サップがこの時点で重婚罪が適用される国に在住しているかどうかは不明。

## 人物・エピソード
全盛期は怪力を活かしたセオリー無視のファイターであり、アントニオ・ホドリゴ・ノゲイラとの対戦でパワーボムを放つなどその力任せぶりが目立っていた。技術を覚えてからはセオリーにはまって弱体化した。
一部で「ボブ・サップは元NFLプレイヤーのウォーレン・サップ（2013年プロフットボール殿堂入り）の兄弟（または従兄弟）である」というまったくの誤報が流れたが、ボブ・サップとウォーレン・サップとの間に特筆すべき血縁関係はない。なお、ウォーレン・サップはフロリダ州オーランド出身であり、マイアミ大学の卒業生である。
2006年5月13日、K-1 WORLD GP 2006 IN AMSTERDAMにおいて、アーネスト・ホーストの国内引退試合の相手を務めるはずであったが、契約問題のこじれから試合直前になって出場を固辞、試合をボイコットした。FEG側の説明では「（サップ側から）試合前に無理難題を吹っかけられ、拒否したら突然『やらない』と言い出した」としていて、その無理難題の内容は「契約上明かすことは出来ない」として説明を避けた。契約上問題があると法的措置も検討していて、K-1永久追放の可能性も示唆していた。この時谷川の口から4月23日プロレスリング・ノア日本武道館興行のオファーを蹴っていることが明かされた。本人はハッスルに参戦したいと語っていた。2006年6月27日、K-1オランダ大会ボイコットの件に関しての声明を発表し、当時の詳細を語った。その中でサップは、オランダでK-1を共催した人物から脅されたとも語っている。これに対し6月29日、K-1サイドは「事実に反する」と反論し、サップ側から長期契約からのリリースの要求があったと主張。さらに7月3日、ボブ・サップの代理人から、K-1サイドの事実誤認に対する指摘がなされた。その後2007年6月、サップ側の申し入れによりFEGと和解、6月23日のK-1 WORLD GP 2007 IN AMSTERDAMに出場することとなった。しかし、試合内容に激怒した谷川は、損害賠償などの法的措置を取り下げないことを発表した。2010年12月31日、Dynamite!! 〜勇気のチカラ2010〜では、エグゼクティブプロデューサーに就任したアントニオ猪木による提供試合として鈴川真一の対戦相手としてIGF特別ルールでマッチメイクされた。しかし大会当日になってサップが試合放棄したことにより、戦意喪失による鈴川の不戦勝と発表された。これを受けて谷川は1月1日の記者会見の場にて「二度と呼ぶことはないでしょう」と事実上のFEG関連興行からの永久追放を宣言した。谷川はサップが「売店で俺のフィギュアが売っているが、ロイヤリティをもらってない」と言っていたという。さらに素手で戦うIGF特別ルールがプロレスなのか格闘技なのかの解釈の違いがファイトマネーのトラブルの原因になったという憶測については、FEGもIGFも格闘技の「つもり」で、オファーしたと主張している。一方、サップの側は、3万ドルのファイトマネーでFEGからオファーされたのに来日すると1万5千ドルに半減されたのが試合放棄の原因だとインターネットメディアで主張した。対戦相手だった鈴川が所属するIGFの渉外のサイモン・ケリー猪木はTwitterで、一番悪いのは主催のFEGだとサップに同情するコメントをしている。また、同時期から主催者側FEGが多額の負債により各選手へのファイトマネーが未払いになっていたことがのちに発覚（FEGの項参照）し、サップの主張が裏付けられるかたちとなった。

### 暴露本「野獣の怒り」
2013年には自身の証言を口述筆記した暴露本である「野獣の怒り」を双葉社から出版した。本著での内容は以下のとおりである。
リング上関連
自身とK-1の関係が悪化した原因は谷川の能力の低さやK-1という組織の杜撰な経営実態にあったと主張し、FBIがK-1やPRIDEの組織的犯罪を疑惑視しているという説も唱えた。
- 2006年5月15日の『K-1ワールドグランプリ』アムステルダム大会は敵前逃亡ではなく契約延長の話がまとまらず無契約状態のまま試合当日を迎えてしまったという問題故に試合を行えないと判断したことが真相であり、試合出場を拒んだ自身に対してオランダ人プロモーターがマフィアらしき男と共に控室でギャングの存在を示唆しつつ銃を取り出す仕草を見せて出場を強要したと説明した。
- 2006年のある日にFBIから捜査協力要請が来たのでオフィスに向かい、そこで担当官は捜査について何もいわなかったが自身は「FBIはK-1の組織的犯罪、マネーロンダリングや脱税、そしてマフィアやヤクザとの関係などを疑惑視している」と悟ったと記述されている。
- 谷川との関係が悪化した直因は2003年12月31日の曙戦であり、それについて「イベントは大成功だったが、それで谷川は天狗になってしまった。最初に会った頃は腰の低い、シャイでいいヤツだったんだけどな……。」と谷川の変貌ぶりを表現すると共に、件の試合で1R終了間際に曙がうつ伏せに倒れたまま微動だにしない姿を見せた際のレフェリーの対応を見て「"（完全にダウンしているのに）何をやっているんだ!"と思ったよ。試合を続けさせたい"別の理由"でもあるのかと疑ったくらいだ。試合終了のゴングが鳴るや、オレは曙のもとに走った。曙を助けないと、本当に死んでしまうと思ったんだよ。」とK-1の安全管理の拙さを感じたことも話した。
- ガオグライ・ゲーンノラシンが貧窮に喘ぎ、タイ国内で1戦ごとに（タイの物価相場が日本の10分の1程度とは言え）10ドルから20ドルのファイトマネーの試合をこなし、日々の糧を受けている旨を書いている。

リング外
- K-1ファイターの中には婦女暴行を起こすものも存在したためK-1側がグルーピーの女性を一部ファイターに手配することでトラブルに発展する可能性を避けていたとしている。自らの性的嗜癖についても記述がある。
- 元ファイターの窮状について、「ゲーリー・グッドリッジはパンチドランカー、アレクセイ・イグナショフはアルコール依存症、マイケル・マクドナルド[43]は統合失調症に苦しんでいる。」と証言しており、生活に困ったファイターをサポートするためスポンサーを集めて引退基金を作り彼らに還元されるように活動していると明かしている。
- マイク・タイソンとは今や個人的に食事する間柄である。ファイトマネーで折り合いがつかない、タイソン本人の犯罪歴から日本への入国が不可能といった問題によりK-1でタイソン戦が実現しないとサップ本人が当初より予想していたことも明かされている。

## 戦績

### 総合格闘技
| 総合格闘技 戦績 | 総合格闘技 戦績 | 総合格闘技 戦績 | 総合格闘技 戦績 | 総合格闘技 戦績 | 総合格闘技 戦績 | 総合格闘技 戦績 |
| --------------- | --------------- | --------------- | --------------- | --------------- | --------------- | --------------- |
| 32 試合         | (T)KO           | 一本            | 判定            | その他          | 引き分け        | 無効試合        |
| 12 勝           | 8               | 3               | 1               | 0               | 0               | 0               |
| 20 敗           | 8               | 10              | 0               | 0               | 0               | 0               |

### キックボクシング
| キックボクシング 戦績 | キックボクシング 戦績 | キックボクシング 戦績 | キックボクシング 戦績 | キックボクシング 戦績 | キックボクシング 戦績 | キックボクシング 戦績 |
| --------------------- | --------------------- | --------------------- | --------------------- | --------------------- | --------------------- | --------------------- |
| 23 試合               | (T)KO                 | 判定                  | その他                | 引き分け              | 無効試合              |                       |
| 10 勝                 | 8                     | 2                     | 0                     | 0                     | 0                     |                       |
| 13 敗                 | 7                     | 4                     | 2                     | 0                     | 0                     |                       |

| 勝敗 | 対戦相手               | 試合結果                                         | 大会名                                                                          | 開催年月日     |
| ×    | セルチュク・ウスタバシ | 1R 1:36 TKO（タオル投入）                        | Mix Fight Championship 24                                                       | 2018年1月28日  |
| ○    | 曙                     | 2R 0:47 負傷判定3-0                              | RIZIN FIGHTING WORLD GRAND-PRIX 2015 さいたま3DAYS 【シュートボクシングルール】 | 2015年12月31日 |
| ×    | 西島洋介               | 1R 2:36 KO                                       | LEGEND 4                                                                        | 2013年11月17日 |
| ×    | フロリアン・パビッチ   | 3R終了 判定                                      | Steko's Fight Night                                                             | 2011年8月26日  |
| ×    | ユルゲン・クルト       | 1R 0:45 TKO（タオル投入）                        | Rumble of The Kings                                                             | 2010年11月27日 |
| ×    | パトリス・カルテロン   | 1R 2:32 KO（右膝蹴り）                           | A1 World Combat Cup                                                             | 2009年11月28日 |
| ×    | アライン・ンガラニ     | 3R終了 判定0-3                                   | PLANET BATTLE                                                                   | 2009年10月7日  |
| ×    | ピーター・アーツ       | 1R 0:26 KO（左膝蹴り）                           | K-1 WORLD GP 2007 IN AMSTERDAM 【スーパーファイト】                             | 2007年6月23日  |
| ×    | 武蔵                   | 3R終了 判定0-3                                   | K-1 PREMIUM 2005 Dynamite!! 【K-1ルール】                                       | 2005年12月31日 |
| ×    | チェ・ホンマン         | 3R終了 判定0-2                                   | K-1 WORLD GP 2005 IN OSAKA 開幕戦 【WORLD GP 1回戦】                            | 2005年9月23日  |
| ○    | 富平辰文               | 3R終了 判定3-0                                   | K-1 WORLD GP 2005 IN HIROSHIMA 【JAPAN GP 決勝】                                | 2005年6月14日  |
| ○    | 堀啓                   | 2R 1:54 KO（2ノックダウン：右フック）            | K-1 WORLD GP 2005 IN HIROSHIMA 【JAPAN GP 準決勝】                              | 2005年6月14日  |
| ○    | 中尾芳広               | 3R終了 判定3-0                                   | K-1 WORLD GP 2005 in HIROSHIMA 【JAPAN GP 1回戦】                               | 2005年6月14日  |
| ×    | レイ・セフォー         | 2R 0:29 KO（右ボディブロー）                     | K-1 BEAST 2004 in 静岡 〜JAPAN GP決勝トーナメント〜 【スーパーファイト】        | 2004年6月26日  |
| ○    | トミー・グランビル     | 1R 0:33 KO（左フック）                           | K-1 WORLD GP in LAS VEGAS 【スーパーファイト】                                  | 2004年4月30日  |
| ○    | セス・ペトルゼリ       | 1R 0:57 KO（右肘のダメージ）                     | K-1 WORLD GP 2004 in SAITAMA                                                    | 2004年3月27日  |
| ○    | 曙                     | 1R 2:58 KO（右ストレート）                       | K-1 PREMIUM 2003 Dynamite!! 【K-1ルール】                                       | 2003年12月31日 |
| ×    | レミー・ボンヤスキー   | 2R 1:20 反則失格（倒れた相手への攻撃）           | K-1 WORLD GP 2003 開幕戦 ALL STARS 【WORLD GP 1回戦】                           | 2003年10月11日 |
| ○    | キモ                   | 2R 1:11 KO（右フック）                           | K-1 WORLD GP 2003 in ラスベガス 【スーパーファイト】                            | 2003年8月15日  |
| ×    | ミルコ・クロコップ     | 1R 1:26 KO（左ストレート）                       | K-1 WORLD GP 2003 in さいたま                                                   | 2003年3月30日  |
| ○    | アーネスト・ホースト   | 2R 2:53 KO（2ノックダウン：パンチ連打）          | K-1 WORLD GP 2002 決勝戦 【WORLD GP 準々決勝】                                  | 2002年12月7日  |
| ○    | アーネスト・ホースト   | 1R終了時 TKO（ドクターストップ：左眉上部カット） | K-1 WORLD GP 2002 開幕戦 【WORLD GP 1回戦】                                     | 2002年10月5日  |
| ○    | シリル・アビディ       | 1R 1:17 KO（3ノックダウン：パンチ連打）          | K-1 ANDY SPIRITS 2002 〜JAPAN GP 決勝戦〜 【スーパーファイト】                  | 2002年9月22日  |
| ×    | 中迫剛                 | 1R 1:30 反則失格（倒れた相手への攻撃）           | K-1 SURVIVAL 2002 〜富山初上陸〜                                                | 2002年6月2日   |

### ミックスルール
| 勝敗 | 対戦相手             | 試合結果        | 大会名                                                  | 開催年月日     |
| △    | ジェロム・レ・バンナ | 4R終了 時間切れ | K-1 PREMIUM 2004 Dynamite!! 【K-1&総合格闘技MIXルール】 | 2004年12月31日 |

## タイトル歴
新日本プロレス
- 第37代IWGPヘビー級王座

K-1
- K-1 WORLD GP 2005 IN HIROSHIMA JAPAN GP 優勝

WWA
- WWA世界ヘビー級王座 : 1回[44]

プロレス大賞
- 2002年度プロレス大賞 最優秀選手賞

## 得意技
ビーストボム
自らも前方に倒れこむ形のパワーボムを使用。プロレスでのフィニッシュ・ホールド。
ドロップキック
正面飛び式を使用。あの巨体から繰り出されるとは思えない程、打点が高い。コーナーポスト最上段からのミサイルキックはフィニッシュブローとしても使われた。
ビーストバックブリーカー
ビーストラリアット
カウンター式のラリアット
ゴリラプレス
喉輪落とし

## 出演

### 映画
- IZO（2004年） - 門衛の怪物
- デビルマン（2004年） - モリソン
- エレクトラ（2005年） - ストーン
- ロンゲスト・ヤード（2005年） - スウィトウスキ
- Big Stan（2005年） - Big Raymond
- Remarkable  Power（2008年） - Tiny
- Player 5150（2008年） - Beno
- Blood and Bone（2009年） - Hammerman
- Frankenhood（2009年） - Frankie
- コナン・ザ・バーバリアン （2011年） - ウカファ
- 日本で有名になる方法（Big in Japan）（2018年）（ドキュメンタリー）

### テレビ
- 日本列島元気満点!力あわせてゴーゴゴー（フジテレビ） - ぼぶはげ
- 笑いの金メダル（テレビ朝日） - 実質的出演は3回
- USO!?ジャパン（TBS） - ゲスト
- 天才てれびくんMAX（NHK教育） - コーナーゲスト
- どっちの料理ショー
- 志村けんのバカ殿様（フジテレビ） - ゲスト
- 東京ラブ・シネマ（フジテレビ）- 第1話ゲスト
- 逮捕しちゃうぞ（テレビ朝日） - 第6話ゲスト
- ダウンタウンのガキの使いやあらへんで!! （日本テレビ） - 七変化シリーズ
- サタ☆ネプ ベストテン!!（TBS） - 初回ゲスト
- オールスター感謝祭'11春20周年超豪華版SP（TBS）
- 炎の体育会TV（TBS）
- VS嵐（2013年4月4日、フジテレビ）
- battle for money 戦闘中（2013年4月7日、2014年1月12日、フジテレビ） - 外国人としての初戦闘者
- run for money 逃走中（2013年4月14日、フジテレビ）
- ミス・パイロット（2013年11月12日 - 26日、フジテレビ）
- ジャイアントキリング2、ジャイアントキリング3（2012年12月30日、2013年12月30日、フジテレビ）
- ワンナイR&R（2000年10月19日、2006年12月20日、フジテレビ）

### ウェブテレビ
- ボブ・サップ緊急来日!第1回Abema杯5種競技HAOOO5!（2017年10月14日、10月22日、AbemaTV）[45]
- 朝青龍を押し出したら1000万円（2017年12月31日、AbemaTV）[46]

### CM
- バイク王&カンパニー
- UHA味覚糖（ぷっちょ、シゲキックス）
- ピザーラ（エビマヨ）
- コカ・コーラ（ジョージア）
- ライオン（ソフト&ドライ）
- ロッテ（モナ王）
- Panasonic（DIGA）
- スパワールド
- olleh（韓国携帯電話）
- 日清食品（日清焼きそばカップ Wからしマヨネーズ）
- ソフトバンク「白戸家」「シンジ来る」編「兄食べる」編
- 明治安田生命保険「医療費リンクシリーズ うさりんレスラー」ビョウキング役（2013年6月21日～）
- 千寿製薬「マイティアCLアイスクラッシュ」（2013年7月6日～）

### PV
- fripSide「black bullet」（2014年5月14日）
- せんせーションズ「さよならセンセーション」（2016年3月23日） - マスター“B” 役[47]
- レペゼン地球「GachiBokore」（2018年7月26日）

## 出版物

### 書籍
- ザ・ビースト ボブ・サップ公式マガジン （扶桑社、2002年）
- 野獣の怒り（双葉社、2013年）

### CD
- SAPP Time!（ロッテ「モナ王」CMソング、2003年3月5日）[48]

### ビデオ
- SAPP Time!（DVD版・VHS版、2003年5月21日）[48]

### 戦績等
- RIZIN 選手データ
- K-1sport.de - Complete Fighters Profile of Bob Sapp
- K-1 選手データ - ウェイバックマシン（2011年3月17日アーカイブ分）
- HERO'S 選手データ
- DREAM 選手データ
- バウトレビュー 選手データ
- ボブ・サップの戦績 - SHERDOG（英語）
- 通算成績と情報 Pro-Football-Reference （英語）